# Justino (mestre dos soldados da Ilíria)
Justino (em grego: Ἰουστίνος; em latim: Justinus) foi um general bizantino do século VI, que foi ativo na Guerra Gótica na península Itálica sob Justiniano (r. 527–565).

## Biografia

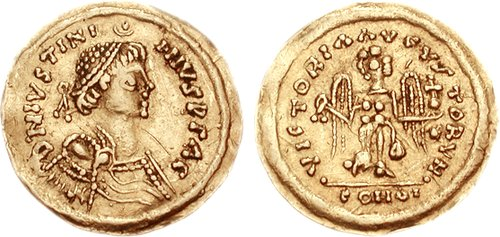
Tremisse emitido em Ticino sob o rei ostrogótico Tótila r.

Nada se sabe sobre as origens ou começo da vida de Justino. Aparece pela primeira vez em 538, quando, junto com Narses, foi enviado à Itália com sete mil homens como reforços para Belisário que tinha com sucesso sobrevivido ao cerco de Roma pelos ostrogodos. Naquele tempo, manteve o posto de mestre dos soldados da Ilíria (magister militum per Illyricum), um posto ao qual pode ter sido nomeado já em 536, após a morte do general Mundo. Na dissensão que eclodiu no exército bizantino entre Belisário e Narses, Justino manteve-se favorável ao último, e o acompanhou no alívio do cerco de Arímino, defendida pelo general João. Após o resultado bem sucedido da operação, junto com João, Justino procedeu para ocupar a região de Emília contra uma pequena resistência gótica durante o inverno de 538/9. A fenda no exército imperial neste tempo aprofundou-se a tal ponto que Justino e João se recusaram a obedecer as ordens de Belisário de marchar em auxílio da cidade de Mediolano, que estava sendo sitiada pelos godos com seus aliados francos, esperando, ao invés disso, por ordens relevantes de Narses. O atraso provou-se fatal, e a grande cidade foi capturada e arrasada pelo exército franco-gótico.

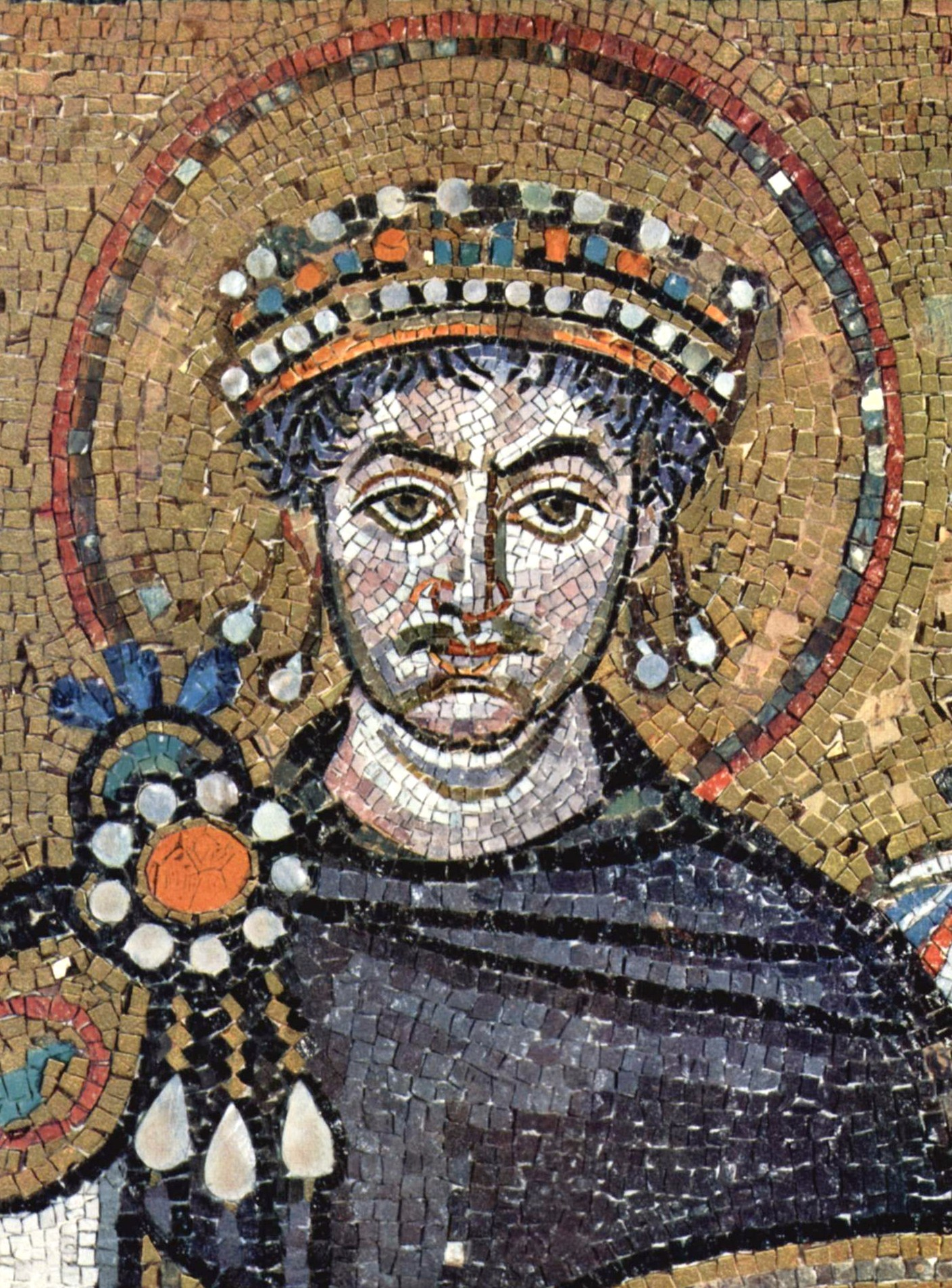
Imperador Justiniano r.

No rescaldo deste desastre, Narses foi chamado de volta, e Belisário foi confirmado como comandante supremo com autoridade absoluta na Itália. Belisário, por sua parte, resolveu concluir a guerra tomando a capital ostrogótica, Ravena. Antes disso, teve de lidar com as fortalezas godas de Áuximo e Fésulas. Enquanto uma parte do exército bizantino sob Martinho e Justino impediu que o exército gótico sob Úreas cruzasse o rio Pó, alguns isauros e infantaria regular sob Justino e Cipriano sitiaram Fésulas, e o próprio Belisário empreendeu o cerco de Áuximo. Como Fésulas era bem fortificada e impossível de invadir, o cerco arrastou-se de abril até meados do outono de 539. As tropas bizantinas repeliram várias missões dos godos sitiados, eventualmente forçando-os a capitular devido à falta de comida.
Justino não é mencionado novamente até 542, mas provavelmente permaneceu na Itália durante este tempo. Naquele ano, foi o comandante de Florença, quando soube que o rei godo Tótila havia reunido um grande exército e estava marchando em direção à cidade. Faltando suprimentos para resistir a um cerco godo, Justino com urgência enviou pedido de ajuda aos comandantes de Ravena. João, Bessas e Cipriano lideraram uma força de alívio em direção a Florença, forçando os godos a levantarem o cerco deles. Após deixarem um pequeno destacamento para guardar Florença, Justino com seus próprios homens juntou-se aos outros três generais e marchou para norte em perseguição aos godos. Os exércitos se encontraram em Mucélio e a batalha subsequente foi uma derrota para os bizantinos. Os bizantinos dispersaram-se para praças fortificadas através da Itália central e doravante não cooperaram; o próprio Justino retornou à segurança de Florença. No final de 545, foi colocado por Belisário, antes do último partir aos Bálcãs, como comandante de Ravena. É citado novamente como sendo deixado no comando da guarnição da cidade por Narses em 552, então ele pode ter permanecido como governador, imperturbável pelos godos, todo este tempo. Nada mais se sabe sobre ele.